# Соснові насадження (квартал 63)
«Соснові насадження» — ботанічна пам'ятка природи місцевого значення. Пам'ятка природи розташована на території Бородянського району Київської області, Пісківська селищна рада, має площу 5,5 га. 
Пам’ятка розташовується на землях Пісківської селищної ради Бородянському районі на території Тетерівського лісництва ДП «Тетерівське лісове господарство» – квартал 63, виділ 11.
Об’єкт створено рішенням виконкому Київської обласної ради народних депутатів № 118 від 28.02.1972 р.
Ботанічна пам’ятка природи є високопродуктивними захисними насадженнями вздовж р. Тетерів віком понад 150 років.